# Questra

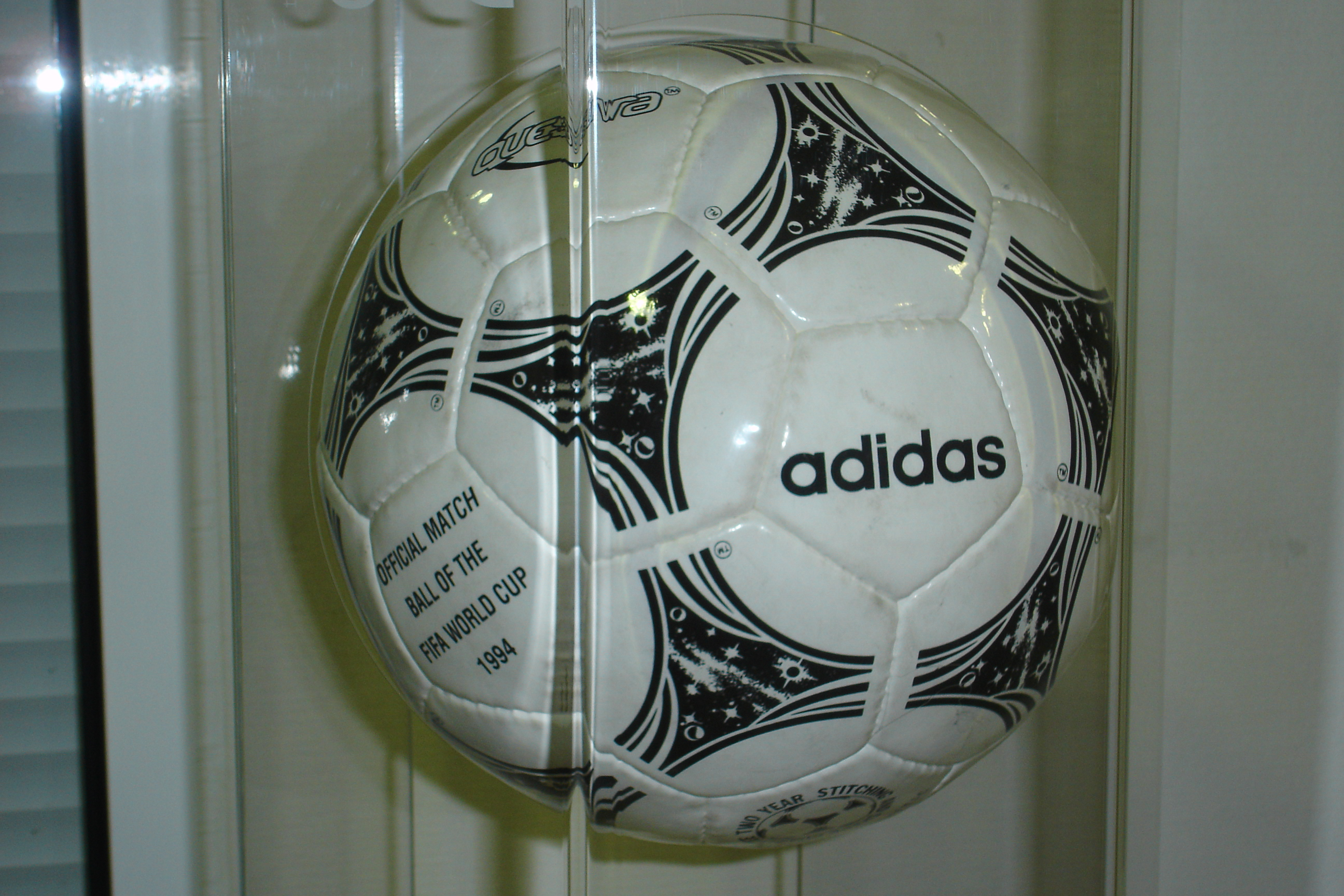
Questra z MŚ 1994

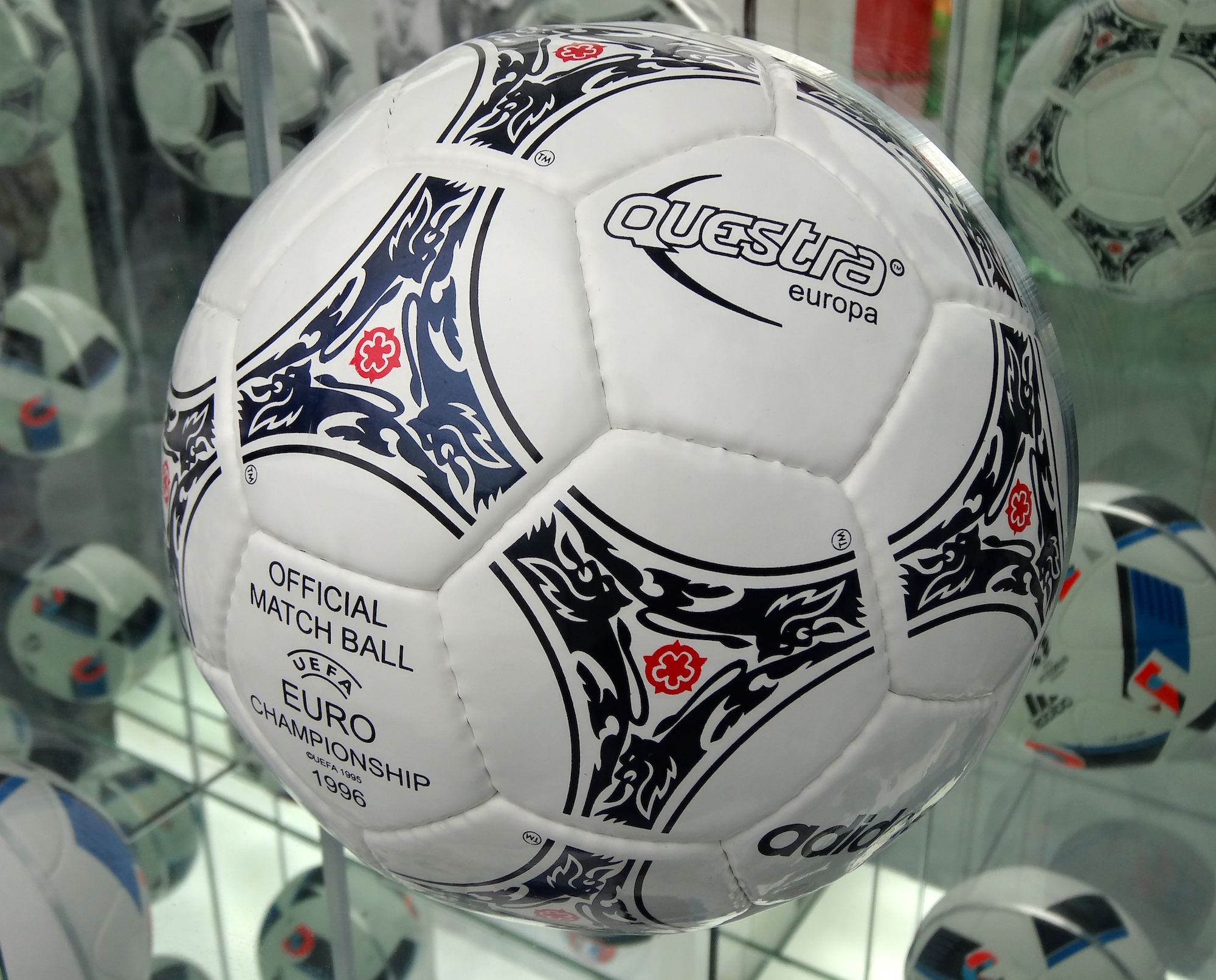
Questra Europa z ME 1996

Questra – piłka do gry w piłkę nożną wyprodukowana przez Adidas. Jej premiera miała miejsce na mundialu 1994. Nazwa piłki nawiązuje do „wyścigu do gwiazd”.
Piłkę opracowano we francuskich laboratoriach Adidasa. Produkowano ją z pięciu różnych materiałów z powłoką poliuretanową. Piłka utrzymana była w stylistyce Tango.